# Connecteur d'extension
Les connecteurs d'extension (anglais : slot) sont des réceptacles pouvant accueillir des cartes d’extension. Ces cartes sont utilisées pour ajouter des fonctionnalités ou augmenter les performances d’un micro-ordinateur, par exemple une carte graphique sera ajoutée à un ordinateur pour lui permettre de réaliser un affichage sur un moniteur.
la carte femelle correspondant aux différents formats de cartes d'extensions. À chaque type de bus informatique correspond un ou plusieurs formats de connecteurs associés.

## Types de connecteurs d'extension
- Slot ISA : de couleur noire, existe en version courte ou en version longue et destiné comme son nom l'indique à recevoir des cartes de type ISA. Ce connecteur est désormais obsolète. Il a été remplacé par le port PCI.

- Slot EISA : de couleur noire, évolution des slots ISA version longue seulement.

- Slot VLB : de couleur brune, ajoute un connecteur en prolongement du port ISA, principalement dédié à des cartes graphiques. Il a été remplacé par les ports AGP et PCI.

- Slot PCI : généralement blanc, destiné à recevoir des cartes PCI. Comme dans le cas des slots ISA il existe en plusieurs formats suivant la variante de la norme PCI adoptée. Ce connecteur est en phase d'obsolescence avancée (début 2008). Il est en train d'être remplacé par le port PCI Express.

- Slot AGP : de couleur noire ou brune et destiné à recevoir les cartes graphiques, le slot AGP est en exemplaire unique et c'est le plus proche du processeur sur les cartes mères des PC. De même format que le PCI il est physiquement décalé pour éviter toute confusion. Ce connecteur est en phase d'obsolescence avancée (début 2008). Il est en train d'être remplacé par le port PCI Express.

- Slot PCI Express : Les slots PCI sont destinés à accueillir une carte graphique, carte son, ou autre carte additionnelle. Les ports PCI express remplacent les ports PCI et AGP qui eux sont d’ancienne génération. la transformation du bus PCI parallèle en un bus série rapide s'accompagne d'une nouvelle famille de connecteurs. La longueur du slot PCI Express est variable selon qu'il s'agit d'un slot 1x, 2x, 4x, 8x ou 16x. Le nombre indique la quantité de lignes séries parallèles disponibles sur le connecteur. Plus ce nombre est élevé, plus le connecteur est large.

- Connecteur PC-Card : connecteur externe au format carte de crédit, utilisé sur les ordinateurs portables. Ce connecteur est peu à peu remplacé (début 2008) par l'Express Card.

- Connecteur ExpressCard : connecteur externe utilisé sur les ordinateurs portables.